# İradə Aşumova
İradə Süleyman qızı Aşumova (ur. 25 lutego 1958) – azerska strzelczyni sportowa. Brązowa medalistka olimpijska z Aten.
Specjalizuje się w strzelaniu pistoletowym. Brała udział w czterech igrzyskach (IO 96, IO 00, IO 04, IO 2012). W 2004 była trzecia w pistolecie sportowym na dystansie 25 metrów. Trzykrotnie zajmowała drugie miejsce na mistrzostwach świata. W 1985, w barwach ZSRR, była indywidualną wicemistrzynią świata w strzelaniu z 10 m (pistolet pneumatyczny). W pistolecie sportowym była druga indywidualnie w 1998 i 2002